# Hugo Hertwig (Tiermediziner)
Hugo Hertwig (* 22. Januar 1841 in Berlin; † 24. September 1895 ebenda) war ein deutscher Tierarzt.

## Leben
Hugo Hertwig wurde als Sohn des Professors an der Tierarzneischule Berlin Carl Heinrich Hertwig geboren. Dort studierte er Tiermedizin und wurde 1859 Mitglied des Corps Franconia Berlin. 1862 erhielt er die tierärztliche Approbation und wurde Kreistierarzt. Ab Oktober 1882 war er Obertierarzt und Direktor der städtischen Fleischbeschau in Berlin. 1889/90 wurde er zum Dr. phil. promoviert. 
Hertwig war Förderer einer wissenschaftlichen Fundierung der tierärztlichen Fleischhygiene. Die von ihm auf dem Berliner Schlachthof organisierte Fleischbeschau war international führend. Er entwickelte das nach ihm benannte Hertwigsche Verfahren zur Ermittlung finniger Rinder, bei dem die inneren Kaumuskeln angeschnitten werden. Sein Schwiegersohn war der Veterinär Robert von Ostertag.